# Piletocera concisalis
Piletocera concisalis là một loài bướm đêm trong họ Crambidae.